# Rocks (album d'Aerosmith)
Pour les articles homonymes, voir Rock (homonymie).
Albums de Aerosmith
Toys in the Attic
(1975) Draw the Line
(1977)
Singles
1. Last Child
Sortie : 27 mai 1976
2. Home Tonight
Sortie : 1976
3. Back in the Saddle
Sortie : 22 mars 1977

Rocks est le 4e album studio du groupe rock américain Aerosmith. Il est sorti le 3 mai 1976 sur le label CBS Records en Europe et Columbia en Amérique du Nord. Il a été produit par Jack Douglas et le groupe.

## Historique
Rocks est très acclamé et réputé dans la musique rock. AllMusic décrivit Rocks comme ayant « brutalement propulsé Aerosmith ». Il fut aussi classé 176e dans la liste des 500 plus grands albums de tous les temps du magazine Rolling Stone. Il a également influencé beaucoup d'artistes hard rock comme  Guns N' Roses et Metallica.

## Liste des titres
Face 1
| No | Titre              | Auteur                  | Durée |
| -- | ------------------ | ----------------------- | ----- |
| 1. | Back in the Saddle | Steven Tyler, Joe Perry | 4:38  |
| 2. | Last Child         | Tyler, Brad Whitford    | 3:19  |
| 3. | Rats in the Cellar | Tyler, Perry            | 4:04  |
| 4. | Combination        | Perry                   | 3:37  |

Face 2
| No | Titre              | Auteur              | Durée |
| -- | ------------------ | ------------------- | ----- |
| 5. | Sick As A Dog      | Tyler, Tom Hamilton | 4:12  |
| 6. | Nobody's Fault     | Tyler, Whitford     | 4:13  |
| 7. | Get the Lead Out   | Tyler, Perry        | 3:41  |
| 8. | Lick and a Promise | Tyler, Perry        | 3:02  |
| 9. | Home Tonight       | Tyler               | 3:11  |